# Luigi Raimondi
Luigi Raimondi (ur. 25 października 1912 w Acqui-Lussito, zm. 24 czerwca 1975 w Watykanie) – włoski duchowny katolicki, kardynał, wysoki urzędnik Kurii Rzymskiej. 

## Życiorys
Święcenia kapłańskie przyjął 6 czerwca 1936 roku w Acqui z rąk bp. Lorenzo Del Ponte biskupa Acqui. Studiował na Papieskiej Akademii Kościelnej. W latach 1936–1942 sekretarz nuncjatury w Gwatemali. Audytor delegatury apostolskiej w Stanach Zjednoczonych w latach 1942–1949. Radca i chargé d'affaires internuncjatury w Indiach w latach 1949–1953. W 1953 roku pracownik Sekretariatu Stanu Stolicy Apostolskiej. 24 grudnia 1953 roku mianowany arcybiskupem tytularnym Tarso i nuncjuszem apostolskim w Haiti. Sakrę biskupią przyjął 31 stycznia 1954 roku w Rzymie z rąk kard. Adeodato Giovanni Piazza sekretarza Kongregacji spraw Konsystorialnych. 15 grudnia 1956 roku mianowany delegatem apostolskim w Meksyku, a 30 czerwca 1967 roku mianowany delegatem apostolskim w Stanach Zjednoczonych. W latach 1962–1965 brał udział w obradach Soboru Watykańskiego II. Na konsystorzu 5 marca 1973 roku papież Paweł VI wyniósł go do godności kardynalskiej z tytułem kardynała-diakona S. Biagio e Carlo ai Catinari. 21 marca 1973 roku mianowany prefektem Kongregacji spraw Kanonizacyjnych. Zmarł 24 czerwca 1975 roku po ciężkim ataku serca w swoim mieszkaniu w Watykanie. Pochowano go w grobowcu rodzinnym w Acqui.